# Horoušany
Horoušany är en ort i Tjeckien.   Den ligger i regionen Mellersta Böhmen, i den centrala delen av landet, 23 km öster om huvudstaden Prag. Horoušany ligger 213 meter över havet och antalet invånare är 478.
Terrängen runt Horoušany är platt. Runt Horoušany är det ganska tätbefolkat, med 65 invånare per kvadratkilometer. Närmaste större samhälle är Libeň, 18,9 km väster om Horoušany. Trakten runt Horoušany består till största delen av jordbruksmark.